# Viervlekkige schartong
De viervlekkige schartong (Lepidorhombus boscii) is een straalvinnige vis uit de familie van tarbotachtigen (Scophthalmidae), orde platvissen (Pleuronectiformes), die voorkomt in het noordoosten en het oosten van de Atlantische Oceaan en de Middellandse Zee.

## Anatomie
Lepidorhombus boscii kan een maximale lengte bereiken van 40 cm. Zowel van de zijkant als van de bovenkant gezien heeft het lichaam van de vis een gedrongen vorm. De kop is min of meer recht. De ogen zijn normaal van vorm en zijn symmetrisch. De mond zit aan de bovenkant van de kop.
De vis heeft één zijlijn. Er is één rugvin met 79-86 vinstralen en één aarsvin met 65-69 vinstralen.

## Leefwijze
Lepidorhombus boscii is een zoutwatervis die voorkomt in een gematigd klimaat. De soort is voornamelijk te vinden in zeeën, zachtstromend water en wateren met een zachte ondergrond. De diepte waarop de soort voorkomt is 7 tot 800 m onder het wateroppervlak.
Het dieet van de vis bestaat hoofdzakelijk uit dierlijk voedsel, waarmee het zich voedt door te jagen op macrofauna en vis.

## Relatie tot de mens
Lepidorhombus boscii is voor de visserij van beperkt commercieel belang. De soort komt niet voor op de Rode Lijst van de IUCN.